# 楊松
楊 松（よう しょう）は小説『三国志演義』に登場する架空の人物。漢中の領主張魯配下の佞臣で、金に汚い男とされる。楊柏（正史では楊白）の兄という設定。
益州を支配する劉璋は漢中の張魯の脅威に怯え、劉備と結び張魯への備えにしようとしたが、かえって劉備に攻撃されたため、反目していた張魯に援軍を申し入れる。このとき、かつて曹操に敗れて落ち延びてきた馬超が援軍の役を引き受け、劉備の軍勢とぶつかり合うことになる。
馬超と対峙することは得でないと見た劉備陣営は、馬超と張魯の関係を破綻させるべく楊松に賄賂を贈り、張魯に讒言するように申し入れる。快諾した楊松は「馬超は蜀の地を我が物にするつもりだ」と張魯に吹聴し、馬超を退くことも進むこともできない状態に追い込んだ。行くあてを失った馬超は、李恢に説得され劉備に降るのであるが、この折に監視役だった楊柏が手土産として斬られている。
215年、曹操の張魯征伐の折、難攻不落の陽平関攻めに決め手を欠いた曹操陣営は、楊松に対して賄賂と共に内応の申し入れを行う。財宝と爵位に目が眩んだ楊松は、進んで曹操軍を引き入れることに協力、これにより曹操は張魯の支配する漢中の制圧に成功するのである。
張魯およびその配下は、降伏時の対応から曹操に厚遇を受けることとなるが、楊松だけは「主君を売った罪」を問われ、処刑されてしまう。